# Jordi Bosch i Bernat de Verí
Jordi Bosch i Bernat de Verí   (Palma, 8 de novembre de 1737 - Madrid, 2 de desembre de 1800) va ser un orguener mallorquí. Fill de l'orguener Mateu Bosch i Salvà i Maria Bernat, es va formar dins d’una família d’orgueners, el seu avi Jordi Bosch i Comes i el seu oncle Pere Josep Bosch i Font. Va construir els orgues de Binissalem, Felanitx i Manacor.
El 1762 va construir l'orgue de Santanyí pel Convent de Sant Domingo de Palma, i que després de la desamortització, es va traslladar a l'Església de Sant Andreu de Santanyí, Mallorca on va ser de nou muntat i ha romàs fins a l'actualitat. El 1778 va construir l'òrgan del Palau Reial de Madrid al qual va incorporar diverses innovacions tècniques, com les dobles arques de vent i les manxes amb compensació de pressió. Entre 1779 i 1793 va construir l'òrgan de la Catedral de Sevilla.
Va escriure «Tratado de Construcción de Órganos» i va inventar una guitarra harmònica.